# PLM FH 3691–3800
Die zweiachsigen Autotransportwagen der Gattung FH mit den Nummern 3691–3800 wurden ab 1907 für die französische Chemins de fer de Paris à Lyon et à la Méditerranée (PLM)  gebaut.

## Geschichte
Vor 1907 wurden Automobile von der PLM auf offenen Güterwagen transportiert. Da dies vor allem in den Wintermonaten öfter zu wetterbedingten Schäden an den Fahrzeugen führte, schaffte die Gesellschaft ab 1907 spezielle zweiachsige gedeckte Güterwagen für den PKW-Transport an. Die ersten 25 Wagen wurden bei zwei Wagenbauanstalten in Frankreich gebaut. 1912 bis 1913 entstanden weitere 85 baugleiche Wagen bei Usines Ragheno in Belgien.
Das Fahrgestell war aus Stahl, der Aufbau bestand aus einem Stahlrahmen mit Eichen- und Kiefernholzverkleidung. An beiden Frontseiten befanden sich zweiflüglige Türen zum Ein- bzw. Ausfahren der Kraftfahrzeuge. Die Fahrzeuge wurden mit verschiebbaren Querstreben, Bremsschuhen und Lederriemen in den Wagen fixiert. Die Wagen verfügten über eine Westinghouse-Druckluftbremse.

## Bezeichnung und Nummerierung
|               | 1907/08 gebaute Wagen | 1912/13 gebaute Wagen |
| ------------- | --------------------- | --------------------- |
| Ursprünglich: | FH 3691–3715          | FH 3716–3800          |
| ab 1921:      | J 39801–39825         | J 39826–39910         |